# Australia en los Juegos Olímpicos de la Juventud 2018
Australia participó en los Juegos Olímpicos de la Juventud 2018 en Buenos Aires, Argentina, celebrados entre el 6 y el 18 de octubre de 2018. Su delegación estuvo conformada por 90 atletas en 17 disciplinas y obtuvo cuatro medallas doradas, ocho de plata y cuatro de bronce.

## Deportes

### Atletismo
| Sexo | Atleta       | Evento       | Stage 1  | Stage 1 |
| Sexo | Atleta       | Evento       | Distance | Rank    |
| ---- | ------------ | ------------ | -------- | ------- |
| W    | Sally Shokry | Discus Throw | 44'56    | 11      |

## Medallero
| Medalla       | Oro | Plata | Bronce | Total |
| ------------- | --- | ----- | ------ | ----- |
| Total oficial | 4   | 8     | 4      |       |

## Competidores
| Deporte   | Hombres | Mujeres | Total |
| --------- | ------- | ------- | ----- |
| Atletismo |         | 1       | 1     |